# CD8

Représentation schématique d'un récepteur CD8

Le CD8 (cluster de différenciation 8) est une glycoprotéine qui sert de co-récepteur s'exprimant à la surface des cellules TC. Les CD8 comportent une chaîne α et une chaîne β, qui toutes deux ressemblent à un domaine d'Immunoglobuline connecté à la membrane par une petite partie. CD8 est attiré par la portion α3 des molécules du CMH de classe I. Cette affinité garde le récepteur des cellules T du lymphocyte T cytotoxique ou lymphocytes T CD8+.
et la cellule cible proches pendant l'activation antigène spécifique. 